# Calliphora gressitti
Calliphora gressitti este o specie de muște din genul Calliphora, familia Calliphoridae, descrisă de Hiromu Kurahashi în anul 1971. Conform Catalogue of Life specia Calliphora gressitti nu are subspecii cunoscute.